# Episodi di True Jackson (seconda stagione)
La seconda stagione della serie televisiva True Jackson è andata in onda negli Stati Uniti dal 14 novembre 2009 su Nickelodeon
In Italia è trasmessa dal 16 maggio 2010 su Nickelodeon, in chiaro va in onda dal 26 giugno 2011 ogni sabato con doppio episodio su Italia 1.
| nº | Titolo originale        | Titolo italiano                  | Prima TV USA     | Prima TV Italia   |
| -- | ----------------------- | -------------------------------- | ---------------- | ----------------- |
| 1  | True Concert            | Il concerto                      | 14 novembre 2009 | 16 maggio 2010    |
| 2  | The New Kid             | Il nuovo ragazzo                 | 21 novembre 2009 | 23 maggio 2010    |
| 3  | Lil Shakespeare         | Li'L Shakespeare                 | 21 novembre 2009 | 23 maggio 2010    |
| 4  | True Parade             | La parata di True                | 12 dicembre 2009 | 6 giugno 2010     |
| 5  | True Drama              | Spettacolo teatrale              | 9 gennaio 2010   | 19 settembre 2010 |
| 6  | My Boss Ate My Homework | Capo si è mangiato i compiti     | 16 gennaio 2010  | 26 settembre 2010 |
| 7  | Little Buddies          | Matricole                        | 30 gennaio 2010  | 3 ottobre 2010    |
| 8  | True Valentine          | San Valentino di True            | 6 febbraio 2010  | 10 ottobre 2010   |
| 9  | True Date               | L'appuntamento                   | 20 febbraio 2010 | 17 ottobre 2010   |
| 10 | The Hunky Librarian     | Il bel bibliotecario             | 13 marzo 2010    | 24 ottobre 2010   |
| 11 | Saving Snackleberry     | Salvate Snackleberry             | 20 marzo 2010    | 31 ottobre 2010   |
| 12 | Pajama Party            | Pigiama Party                    | 3 aprile 2010    | 7 novembre 2010   |
| 13 | The Gift                | Regalo di compleanno             | 17 aprile 2010   | 14 novembre 2010  |
| 14 | True Royal              | Un incontro regale               | 1º maggio 2010   | 21 novembre 2010  |
| 15 | True Fear               | Vincere la paura                 | 8 maggio 2010    | 28 novembre 2010  |
| 16 | The Reject Room         | Sala scarti                      | 15 maggio 2010   | 5 dicembre 2010   |
| 17 | Mission Gone Bad        | True va a Parigi (prima parte)   | 22 maggio 2010   | 30 gennaio 2011   |
| 18 | Trapped in Paris        | True va a Parigi (seconda parte) | 22 maggio 2010   |                   |
| 19 | Heatwave                | Ondata di caldo                  | 26 giugno 2010   | 6 febbraio 2011   |
| 20 | True Kiss               | Vera magia                       | 7 agosto 2010    | 13 febbraio 2011  |